# Raúl Silva Castro
Raúl Silva Castro  (* 8. Dezember 1903 in Santiago de Chile; † 12. Juni 1970 ebenda) war ein chilenischer Romanist und Hispanist.

## Leben
Silva Castro lehrte Literaturgeschichte Lateinamerikas an der Universidad de Chile. Er war ab 1954 Mitglied der Chilenischen Akademie für Sprache.

## Werke

### Monographien
- (mit Arturo Torres Rioseco) Ensayo de bibliografía de la literatura chilena, Cambridge (Mass.) 1935
- Alberto Blest Gana 1830-1920, Santiago de Chile 1941, 1955
- Bibliografía de Don Juan Egaña 1768-1836, Santiago de Chile 1949
- Miguel Luis Amunategui Reyes 1862-1949, Santiago de Chile 1951
- Panorama de la novela Chilena  1843-1953,  Mexiko 1955
- Rubén Darío a los veinte años, Madrid 1956, Santiago de Chile 1966
- Prensa y periodismo en Chile 1812-1956, Santiago de Chile 1958
- Historia crítica de la novela chilena 1843-1956,  Madrid 1960
- Evolución de las letras chilenas 1810-1960, Santiago de Chile 1960
- El Mercurio de Santiago, 1900-1960, Santiago de Chile 1960
- (mit Homero Castillo) Historia bibliográfica de la novela chilena = Bibliography of the Chilean novel, Charlottesville 1961
- Panorama literario de Chile, Santiago de Chile 1961
- Pablo Neruda, Santiago de Chile 1964
- Pedro Antonio González, 1863-1903, Berkeley 1964
- Visión de USA, Santiago de Chile  1964
- Eusebio Lillo 1826-1910, Santiago de Chile 1964 (Premio Atenea)
- Don Andrés Bello (1781-1865), Santiago de Chile  1965
- Pedro Prado (1886-1952), Santiago de Chile 1965
- El modernismo, y otros ensayos literarios, Santiago de Chile 1965
- Eduardo de la Barra 1839-1900, Santiago de Chile 1968
- Estampas y ensayos, Mexiko 1968
- José Antonio Soffia (1843-1886), Santiago de Chile 1968
- Balmaceda, Santiago de Chile 1969

### Herausgebertätigkeit
- José Antonio Soffia, Poemas y poesias, Santiago de Chile 1950
- Eduardo de la Barra, Páginas escogidas, Santiago de Chile 1952
- Creadores chilenos de personajes novelescos, Santiago de Chile 1952?
- Antología de cuentistas chilenos, Santiago de Chile 1957
- Antología general de la poesía chilena, Santiago de Chile 1959
- Camilo Henríquez, Escritos políticos, Santiago de Chile 1960
- Juan Egaña,  El Chileno consolado en los presidios, Santiago de Chile 1964
- (mit Julio Cortázar und Mario Muchnik) Chili. Le dossier noir,  Paris 1974, 1999